# Газетчик (фильм, 2012)
«Газетчик» (англ. The Paperboy) — американская криминальная драма 2012 года, третий полнометражный фильм режиссёра Ли Дэниелса основанный на одноимённом романе Пита Декстера 1995 года. Роман основан на реальных событиях. В нём рассказывается о репортёре из Майами Уорде Дженсене, который возвращается в свой родной город во Флориде, чтобы расследовать дело об убийстве заключённого, приговорённого к смертной казни. В главных ролях снимались Мэттью Макконахи, Зак Эфрон, Николь Кидман, Дэвид Ойелово, Джон Кьюсак и Мэйси Грэй.
Продюсерами фильма выступили Дэниелс, Хилари Шор, Ави Лернер, Эд Кэтелл III и Кассиан Элвис. Премьера фильма состоялась на Каннском кинофестивале 2012 года 24 мая 2012 года и 5 октября того же года по всему миру. Фильм собрал 102 706 долларов в первый уик-энд и 3,8 миллиона долларов по всему миру при бюджете в 12,5 миллионов долларов, что сделало его кассовым провалом. Несмотря на неоднозначные отзывы, игра Кидман была номинирована на премию «Золотой глобус» и премию Гильдии киноактёров США.

## Сюжет
1960-е годы. Репортёр Уорд Дженсен (Мэттью Макконахи) возвращается в свой родной штат Флориду для расследования преступления с участием заключённого из камеры смертников — Хиллари Ван Уэттера (Джон Кьюсак), обвиняющегося в убийстве местного шерифа. Уорд вместе со своим братом Джеком (Зак Эфрон) и коллегой Ярдли (Дэвид Ойелоуо) пытается доказать невиновность Ван Уэттера любыми способами.
В городе проживает и эффектная дама бальзаковского возраста Шарлотта Блесс (Николь Кидман), обладающая странным хобби — перепиской с «отбросами общества», всевозможными убийцами и грабителями. Одним из таких оказывается Ван Уэттер, сразу же покоривший сердце Шарлотты. Женщина помогает братьям Дженсенам в расследовании обстоятельств его дела. 20-летний Джек, младший из братьев, с первого взгляда влюбляется в Шарлотту, что порой осложняет расследование.
Спустя некоторое время, после избиения и издевательств от двух афроамериканцев, Уорд попадает в больницу с серьезными травмами. Становится известно, что Уорд — гомосексуалист. Помилованный губернатором, Ван Уэттер выходит на свободу и сразу же забирает Шарлотту жить к себе, в небольшой домик, окружённый болотами и лесами. После получения романтического письма от Шарлотты Джек, взяв с собой Уорда, отправляется вернуть возлюбленную у Ван Уэттера, но не успевает — неуравновешенный мужчина лишает её жизни. В результате непродолжительной схватки Ван Уэттер убивает ещё и Уорда. Джеку удаётся убежать вместе с телами Шарлотты и Уорда на лодке во Флориду.
В финале Анита, бывшая домработница в семействе Дженсенов, рассказывает о дальнейших событиях. Ван Уэттер был признан виновным в убийстве Шарлотты и Уорда и казнён на электрическом стуле, настоящий убийца шерифа так и не был найден. Джек стал в будущем известным писателем, но так и не смог забыть свою первую настоящую любовь — Шарлотту.

## В ролях
- Зак Эфрон — Джек Дженсен
- Мэттью Макконахи — Уорд Дженсен
- Николь Кидман — Шарлотта Блесс
- Джон Кьюсак — Хиллари Ван Уэттер
- Мэйси Грэй — Анита
- Дэвид Ойелоуо — Ярдли Эйкман
- Скотт Гленн — У. У. Дженсен
- Николетт Ноэль — Нэнси

## Съёмки
Тоби Магуайр был претендентом на роль Уорда, а Алекс Петтифер был основной кандидатурой на роль Джека Дженсена. София Вергара отказалась от роли Шарлотты из-за занятости в сериале «Американская семейка».
Съёмки картины проходили с 25 июля по 17 сентября 2011 года в городе Новый Орлеан в штате Луизиана.

## Награды и номинации
- 2012 — номинация на «Золотую пальмовую ветвь» Каннского кинофестиваля.
- 2013 — номинация на премию «Золотой глобус» за лучшую женскую роль второго плана (Николь Кидман).
- 2013 — номинация на премию Гильдии киноактёров США за лучшую женскую роль второго плана (Николь Кидман).
- 2013 — две номинации на премию «Сатурн»: лучший независимый фильм, лучшая женская роль второго плана (Николь Кидман).
- 2013 — номинация на премию Австралийской академии кино и телевидения за лучшую женскую роль (Николь Кидман).